# NGC 3312

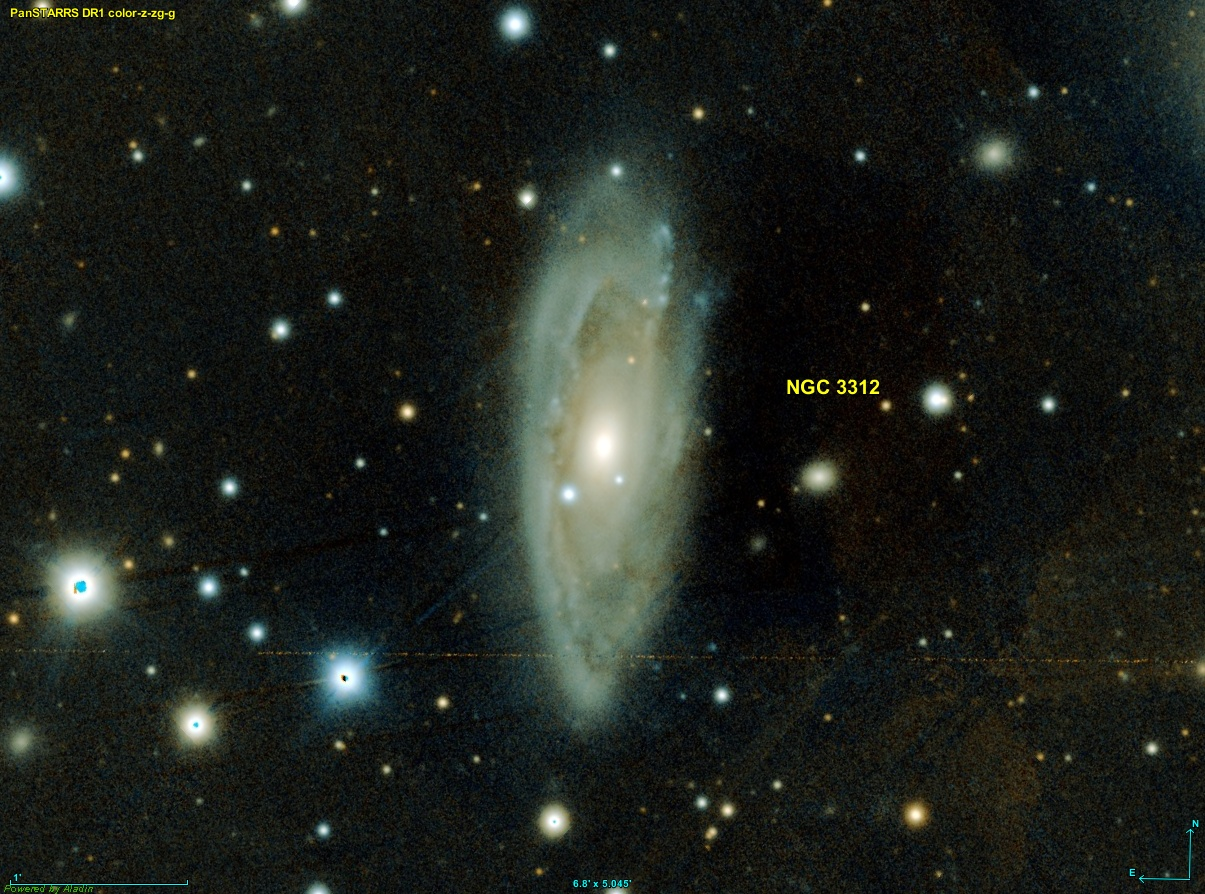
NGC 3312 par le relevé Pan-STARRS.

NGC 3312 est une vaste galaxie spirale située dans la constellation de l'Hydre. Elle a été découverte par l'astronome britannique John Herschel en 1835. Cette galaxie a aussi été observée par l'astronome français Guillaume Bigourdan le 26 février 1887 et elle a été inscrite à l'Index Catalogue sous la cote IC 629.

## Caractéristiques
Sa vitesse par rapport au fond diffus cosmologique est de 3 230 ± 26 km/s, ce qui correspond à une distance de Hubble de 47,6 ± 3,4 Mpc (∼155 millions d'al).
À ce jour, cinq mesures non basées sur le décalage vers le rouge (redshift) donnent une distance de 49,260 ± 5,918 Mpc (∼161 millions d'al), ce qui est à l'intérieur des valeurs de la distance de Hubble.
La classe de luminosité de NGC 3312 est II et elle présente une large raie HI. NGC 3312 est aussi une galaxie LINER, c'est-à-dire une galaxie dont le noyau présente un spectre d'émission caractérisé par de larges raies d'atomes faiblement ionisés.

### Galaxie méduse
La galaxie NGC 3312 semble être fortement déformée et elle présente des rubans de poussière pointues. La partie nord de la galaxie présente des extensions filamenteuses pointues et on observe également une structure interne en anneau dans la galaxie. La matière interstellaire dans la galaxie semble également très perturbée. Ces caractéristiques ont amené l’astronome Gérard de Vaucouleurs à suggérer que NGC 3312 était déformée par les galaxies elliptiques géantes NGC 3309 et NGC 3311 qui sont les galaxies elliptiques dominantes de l'amas de l'Hydre. Cependant, celles-ci sont trop éloignés et leurs différences de vitesse relative trop grandes pour qu'elles soient à l’origine des extensions filamenteuses observées dans NGC 3312. Il est plus probable que NGC 3312 interagisse avec le milieu intra-amas qui, de par son mouvement relatif, entraîne une pression dynamique qui déforme le milieu interstellaire de la galaxie. Ce phénomène est probablement à l'origine des extensions filamenteuses observées dans NGC 3312, comme en témoigne l'emplacement de la galaxie à proximité du noyau de l'amas, mais d'autres phénomènes comme des collisions galactiques ou une activité interne pourraient aussi en être la cause.

## Formation d'étoiles
Bien que la structure morphologique de NGC 3312 soit semblable à celle d'une galaxie anémique, la brillance de surface de certaines régions suggère que la formation d'étoiles pourrait y être très active. L'extension filamentaire nord-ouest de NGC 3312 a une brillance de surface élevée et présente la texture nouée caractéristique des régions de formation d'étoiles actives dans les bras des galaxies spirales. De plus, la bande de poussière interne du NGC 3312 est entourée de condensations brillantes.

## Source radio
Le noyau de NGC 3312 contient une source radio puissante non résolue. La densité de flux de la source radio dans le noyau est de 27 mJy et celle du disque, la plupart du temps présente dans les bras spiraux et dans les régions de formation d'étoiles, est de 24 mJy.

## Groupe de NGC 3312
NGC 3312 fait partie d'un groupe de galaxies qui porte son nom. Le groupe de NGC 3312 compte au moins 11 galaxies : IC 2597, NGC 3285B, NGC 3314A, ESO 437-15, ESO 501-68, PGC 31441, PGC 31444, PGC 31496, PGC 31515 et PGC 31580.
NGC 3312 et donc toutes les galaxies du groupe de NGC 3312 font partie l'amas de l'Hydre (Abell 1060). L'amas de l'Hydre est l'amas dominant du superamas de l'Hydre-Centaure.